# Asterosmilia marchadi
Espèce
Asterosmilia marchadi est une espèce éteinte de coraux appartenant à la famille des Caryophylliidae.